# HMS Anson (1886)
HMS Anson (Корабль Её Величества «Энсон») — британский Линкор, названный в честь адмирала Джоржда Энсона. Стал последним заложенным кораблем в серии из шести единиц, полуофициально именуемых типом «Адмирал» и включающих, кроме него, линкоры «Коллингвуд», «Родни», «Хоу», «Бенбоу» и «Кэмпердаун». Корабли по ряду характеристик (в основном вооружению) довольно существенно отличались друг от друга, поэтому однотипными в полном смысле слова названы быть не могут. Систершипом «Энсона» был «Кэмпердаун», и оба они являлись дальнейшим развитием конструкции «Коллингвуда»

## Описание конструкции

### Артиллерийское вооружение
Корабль был вооружён 343-мм (13,5-дюймовыми) орудиями, что было существенным шагом вперед по сравнению с ранними кораблями. Такие орудия были выбраны, поскольку имели практически ту же массу и мощь, что и орудия на французских броненосцах «Formidable» и «Amiral Baudin». Они значительно превосходили 12-дюймовые (305-мм) пушки корабля «Коллингвуд» и других ранних кораблей серии, и теоретически могли пробивать броню любого корабля того времени. Проведенные испытания показали, что снаряд массой 570 кг, выстреленный при помощи заряда пороха массой 290 кг либо 85 кг кордита, мог пробить стальную плиту толщиной 690 мм с расстояния 910 метров. Задержки при изготовлении орудий привели к очень длительной постройке кораблей, до 6-7 лет от закладки до ввода в строй.
По разным данным, судно имело 4 либо 5 надводных торпедных аппаратов.

### Бронирование
У «Энсона» и «Кэмпердауна» была увеличена, по сравнению с «Родни» и «Хоу», толщина броневой плиты барбетов и длина броневого пояса. Чтобы компенсировать выросшую массу брони без увеличения водоизмещения, длина кораблей была увеличена на 1,5 м, а ширина увеличилась на 15 см.
Параметры броневой защиты:
- Пояс: 8-18 дюймов (20-46 см)
- Переборки: 7-16 дюймов (18-41 см)
- Барбеты: 12-14 дюймов (30-36 см)
- Рубка: 2-12 дюймов (5,1-30,5 см)
- Экраны броневой батареи: 6 дюймов (15 см)
- Палуба: 3 дюйма (7,6 см) верхняя; 2,5 фута 8 дюймов (0,97 м) нижняя.

## История службы
Заложен на казённой верфи в Пембруке 24 апреля 1883 г., спущен на воду 17 февраля 1886 г. Прибыл в Портсмут в марте 1887, где два года провел на якорной стоянке, ожидая изготовления орудий. В конце концов был введен в состав флота как флагман Флота Канала под командованием контр-адмирала.
17 марта 1891 года пассажирский пароход «Утопия» столкнулся с неподвижным «Энсоном» в Гибралтарском заливе. Таран броненосца проделал 5-метровую пробоину в борту парохода, отчего тот в течение 20 минут затонул. Жертвами столкновения стали 562 пассажира и члена экипажа «Утопии» и два матроса с крейсера HMS Immortalité, участвовавшие в спасательных работах. О повреждениях и ранениях на «Энсоне» не сообщалось.
В сентябре 1893 «Энсон» был переведен на Средиземное море, где служил до января 1900 года, с модернизацией на Мальте в 1896 году. По возвращении на базу был переведен в резерв в Девонпорт в январе 1901, а затем в марте того же года вошел в состав Флота метрополии.
В мае 1904 «Энсон» окончательно списан в резерв, где и пребывал до продажи на слом 13 июля 1909 года.